# Fausto Massimini
Fausto Massimini (Brescia, 8 giugno 1859 – Visano, 2 luglio 1908) è stato un politico italiano, ha coperto la carica di Ministro delle finanze dal 29 maggio 1906 fino al 24 marzo 1907, sotto il Governo Giolitti III.

## Biografia
Laureato in giurisprudenza, prima di entrare in Parlamento svolse la professione di avvocato. Alle elezioni del 1897 divenne il candidato dei liberali progressisti bresciani, che facevano riferimento alla figura di Giuseppe Zanardelli, nel collegio di Leno. Vinse al turno di ballottaggio contro il deputato uscente Carlo Fisogni e il 5 aprile entrò alla Camera. Venne confermato nello stesso collegio alle politiche del 1900 e del 1904.
Nel marzo del 1907, mentre faceva ancora parte del gabinetto guidato dallo statista di Mondovì, Massimini venne colpito da un colpo apoplettico che gli paralizzò la parte destra del corpo: impossibilitato dal continuare la sua carriera politica, si dimise dal governo e avvisò Giolitti che, se entro un anno non fosse guarito, si sarebbe suicidato. Il 2 luglio 1908, non essendo migliorate le sue condizioni di salute, scrisse una lettera allo stesso Giolitti e poi come annunciato si tolse la vita.

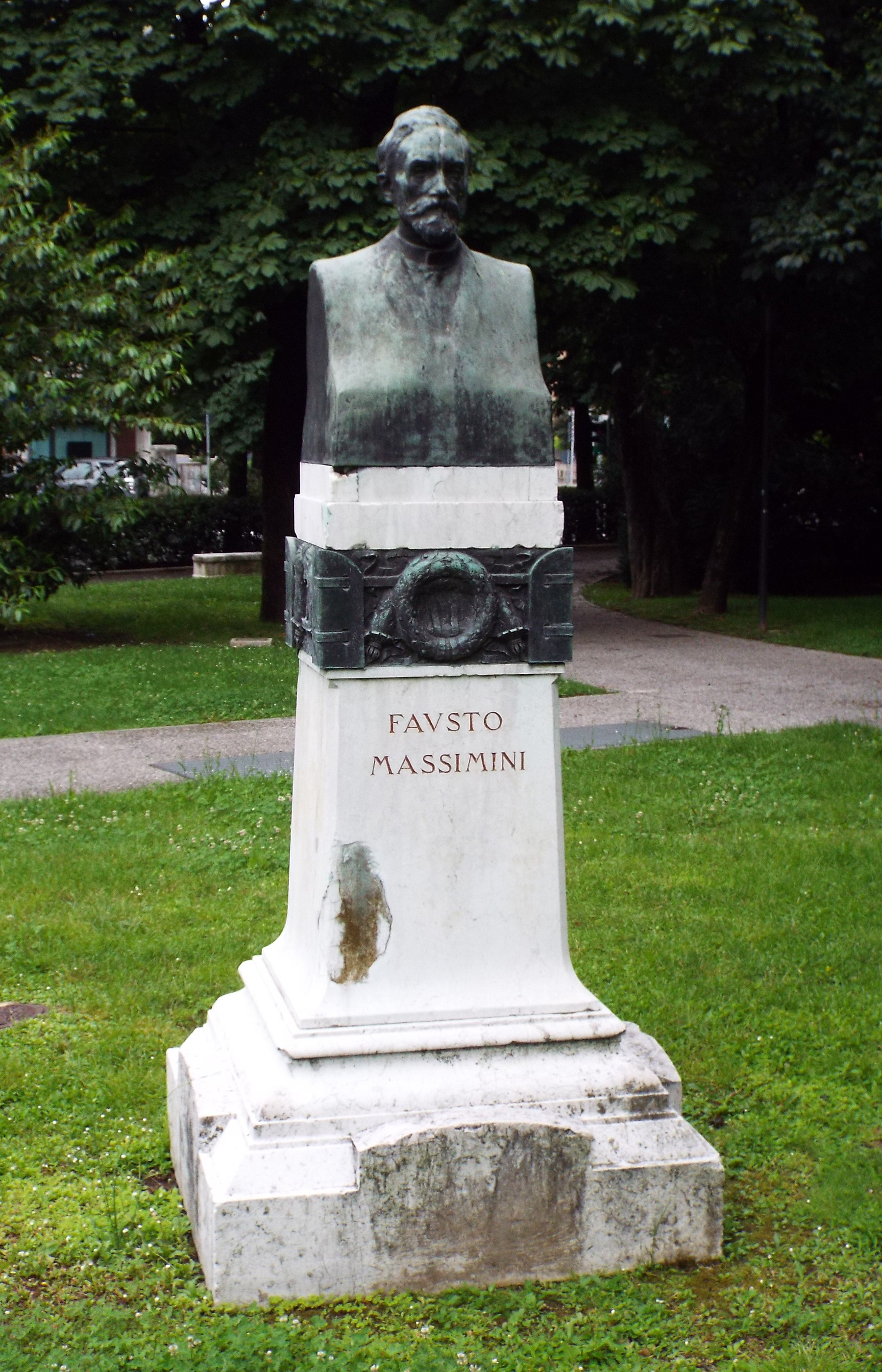
Busto dedicato a Fausto Massimini, sito nel parco di Porta Venezia a Brescia

## Opere
- "La questione delle acque potabili", Brescia, Tipografia La Provincia, 1895.
- "Sulle casse di risparmio postali", Roma, Tipografia della Camera dei deputati, 1897.
- "Sul bilancio delle finanze 1904-905", Roma, Tipografia della Camera dei deputati, 1904.
- "Discorso commemorativo in onore di Giuseppe Zanardelli" in "Raccolta dei principali discorsi commemorativi di Giuseppe Zanardelli, a cura del Circolo Goffredo Mameli", Brescia, Tipografia Apollonio, 1909.